# Porthidium lansbergii
Porthidium lansbergii är en ormart som beskrevs av Schlegel 1841. Porthidium lansbergii ingår i släktet Porthidium och familjen huggormar.
Arten förekommer i Panama, Colombia, Venezuela och på några tillhörande öar. Honor lägger inga ägg utan föder levande ungar.

## Underarter
Arten delas in i följande underarter:
- P. l. arcosae
- P. l. hutmanni
- P. l. lansbergii
- P. l. rozei